# Jalen Slawson
Jalen Brooks Slawson (Charleston, 22 ottobre 1999) è un cestista statunitense, professionista nella NBA con gli Orlando Magic.

## Carriera
Dopo aver trascorso la carriera universitaria con i Furman Paladins, nel 2023 viene selezionato al Draft NBA con la cinquantaquattresima scelta assoluta dai Sacramento Kings, che lo firmano con un two-way contract.

## Statistiche

### College
| Anno      | Squadra         | PG  | PT  | MP   | TC%  | 3P%  | TL%  | RP  | AP  | PRP | SP  | PP   |
| --------- | --------------- | --- | --- | ---- | ---- | ---- | ---- | --- | --- | --- | --- | ---- |
| 2018-2019 | Furman Paladins | 26  | 0   | 6,0  | 36,4 | 16,7 | 25,0 | 1,5 | 0,2 | 0,5 | 0,5 | 0,7  |
| 2019-2020 | Furman Paladins | 32  | 32  | 22,6 | 49,7 | 26,5 | 72,7 | 5,1 | 1,5 | 1,1 | 0,8 | 6,9  |
| 2020-2021 | Furman Paladins | 25  | 17  | 25,5 | 56,9 | 36,8 | 69,1 | 5,3 | 2,8 | 1,2 | 1,2 | 8,7  |
| 2021-2022 | Furman Paladins | 34  | 34  | 30,9 | 48,6 | 30,6 | 79,5 | 7,4 | 3,7 | 1,7 | 1,7 | 14,5 |
| 2022-2023 | Furman Paladins | 36  | 36  | 30,7 | 55,6 | 39,4 | 77,5 | 7,1 | 3,2 | 1,5 | 1,5 | 15,6 |
| Carriera  | Carriera        | 153 | 119 | 24,0 | 51,9 | 32,9 | 75,4 | 5,5 | 2,4 | 1,3 | 1,2 | 9,9  |

### NBA

#### Regular Season
| Anno      | Squadra          | PG | PT | MP  | TC%  | 3P% | TL% | RP  | AP  | PRP | SP  | PP  |
| --------- | ---------------- | -- | -- | --- | ---- | --- | --- | --- | --- | --- | --- | --- |
| 2023-2024 | Sacramento Kings | 12 | 0  | 3,1 | 66,7 | 0,0 | -   | 0,6 | 0,2 | 0,1 | 0,1 | 0,7 |
| Carriera  | Carriera         | 12 | 0  | 3,1 | 66,7 | 0,0 | -   | 0,6 | 0,2 | 0,1 | 0,1 | 0,7 |